# Melissa Humana-Paredes
Melissa Humana-Paredes (født 10. oktober 1992) er en canadisk beachvolleyspiller.
Hun repræsenterede Canada ved sommer-OL 2020 i Tokyo, hvor hun blev elimineret i kvartfinalen.
Under sommer-OL 2024 som blev afholdt i Paris, vandt hun sølv.